# Praga Super Piccolo
Praga Super Piccolo byl typ osobního automobilu vyráběný Automobilním oddělením První českomoravské továrny na stroje v Praze-Libni v letech 1934 až 1936. Byl vyroben v počtu přibližně 650 kusů a posléze nahrazen úspěšnějším modelem Praga Lady.

## Design

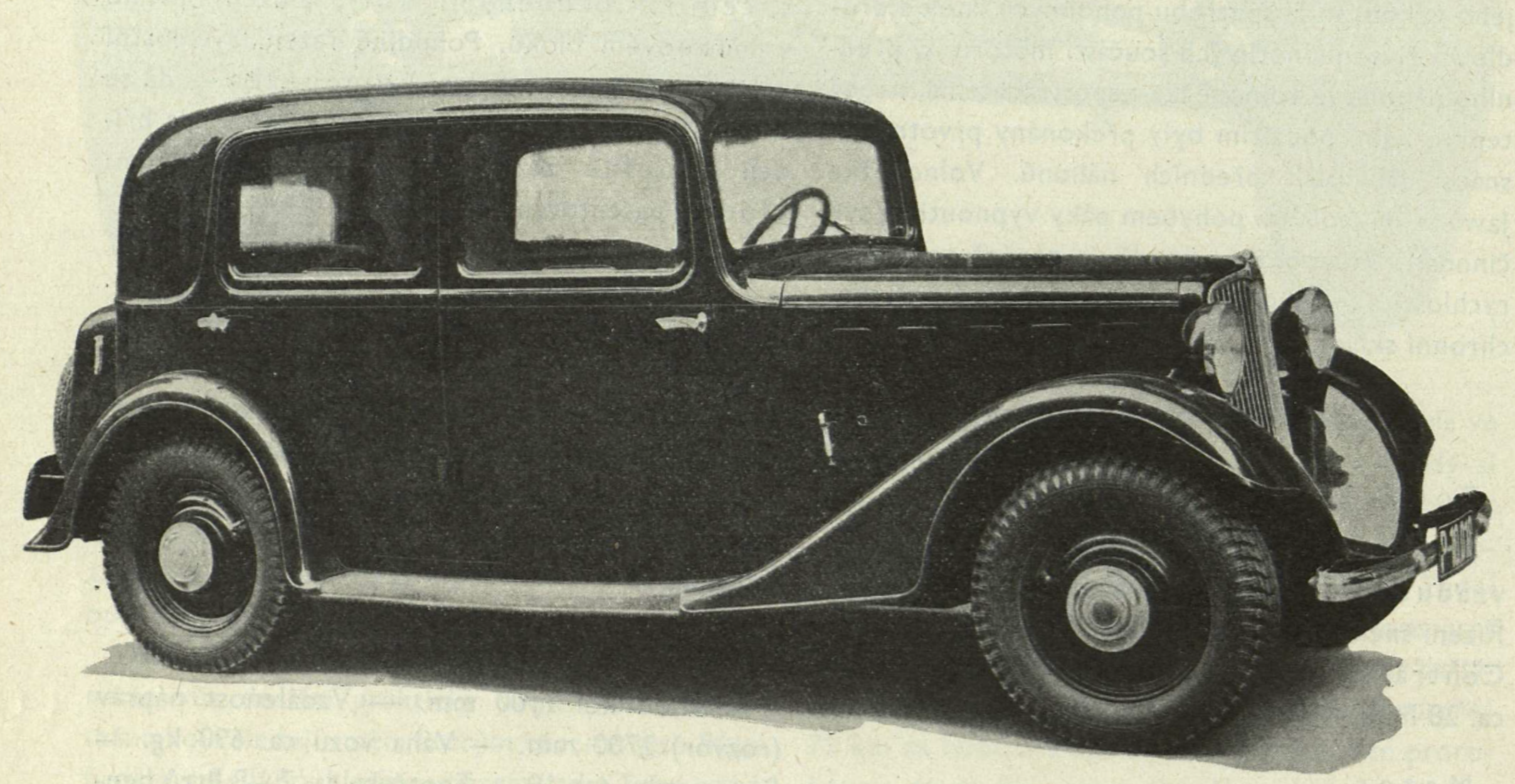
Fotografie čerstvě představeného modelu Super Piccolo (časopis Auto, duben 1934)

Model Super Piccolo, představený na pražském autosalonu v dubnu 1934, byl navržen jako nástupnický typ vozu střední třídy za rozměrově menší Pragu Piccolo, který by zároveň vyhovoval zákazníkům, pro které byla naopak větší Praga Alfa příliš rozměrná. Vůz konvenční konstrukce s obdélníkovým rámovým podvozkem s výztuhou ve tvaru X se původně vyráběl pouze jako čtyřdveřový sedan. K tomu se přidal malý počet dvoudveřových aerodynamických kabrioletů karoserie od firmy Sodomka. Největší designová změna typu byla představena na autosalonu v Berlíně (AAA – Auto-Ausstellung Berlin) v roce 1935, kde Praga uvedla na trh výrazný aerodynamický sedan se zakrytými předními i zadními koly. Aerodynamická verze byla vyráběna současně se standardními sedany.

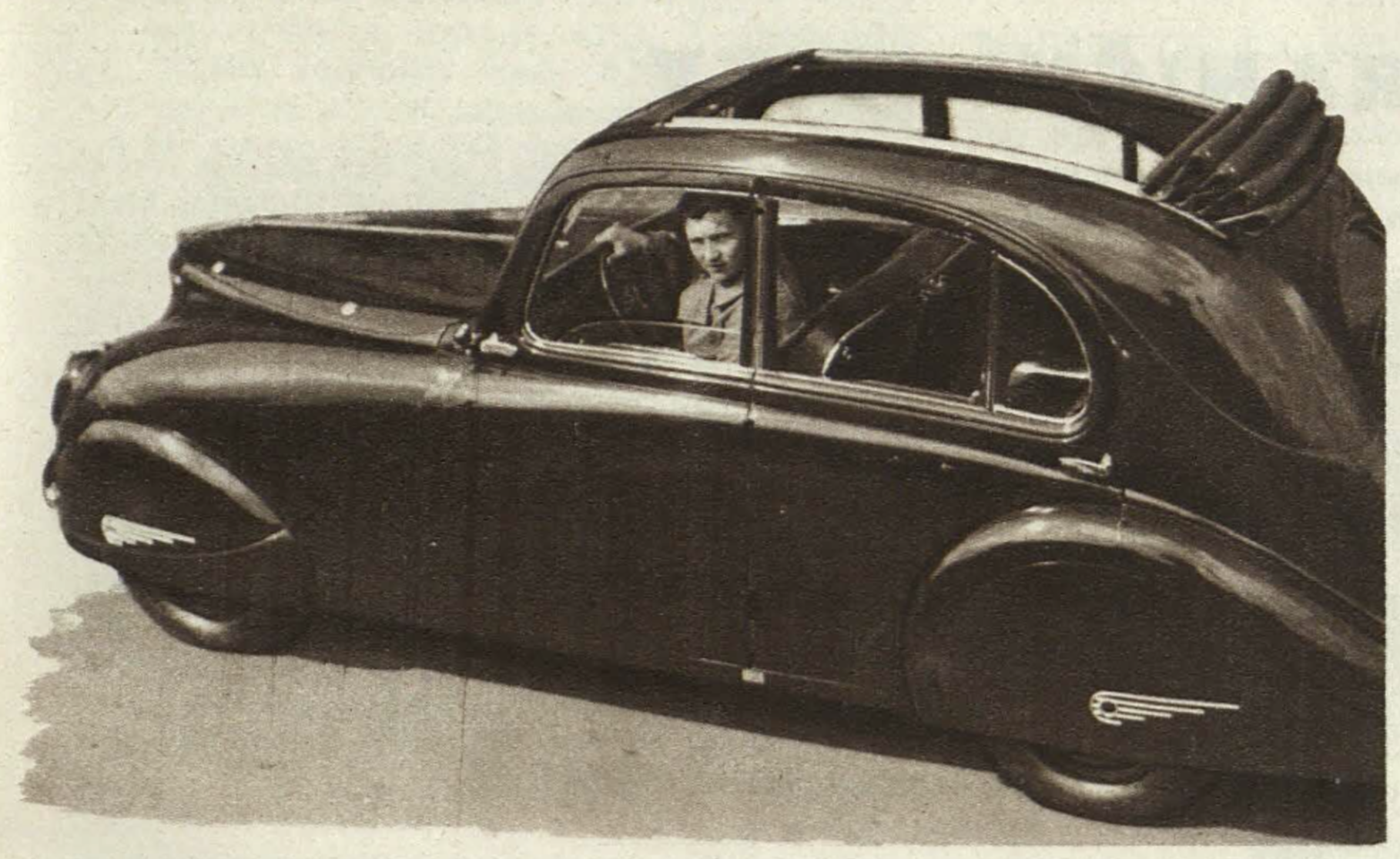
Aerodynamická karoserie Super Piccolo s odnímatelnou střechou (časopis Auto, 1936)

Bylo vyrobeno i několik sportovních prototypů, z nichž jeden byl určen k účasti na dálkovém závodu 1000 mil československých. Během přípravných jízd na tuto soutěž však v aerodynamickém modelu Super Piccolo zahynul v červnu 1934 Petr Mucha, jezdec a tovární inženýr Pragy. Po této tragédii Praga zásadně změnila svou politiku a zcela se stáhla z sportovního motorismu.

## Výroba
Model se stal rychle populárním: jen v roce 1934 se prodalo přes 500 kusů. Jeho pořizovací cena se však jevila jako vysoká. Standardní vůz stál v roce 1935 46 500 Kč, aerodynamický sedan byl pak ještě dražší. Cena byla v létě 1936 snížena na 40 800 Kč a výroba byla potom ukončena před koncem roku s konečným počtem okolo 650 kusů. Ve stejné vozové třídě následně uspěl model vozu Praga Lady.

## Technické údaje
Vůz poháněl čtyřválcový řadový motor o výkonu 26 kW, objemem 1660 cm³ a spotřebou paliva mezi 11 a 13 l/100 km. Mohl dosáhnout maximální rychlosti 100 km/h.  Byly postaveny tři speciály s proudnicovou karoserií z hliníkových slitin. Světlomety zapuštěné do blatníků doplňoval ještě třetí centrální světlomet. Podběhy zadních kol dostaly boční kryty, závěsy dveří a klik byly zapuštěny do karoserie. Střecha vozu pozvolna splývala k zaoblené zadní odtokové hraně.

## Galerie

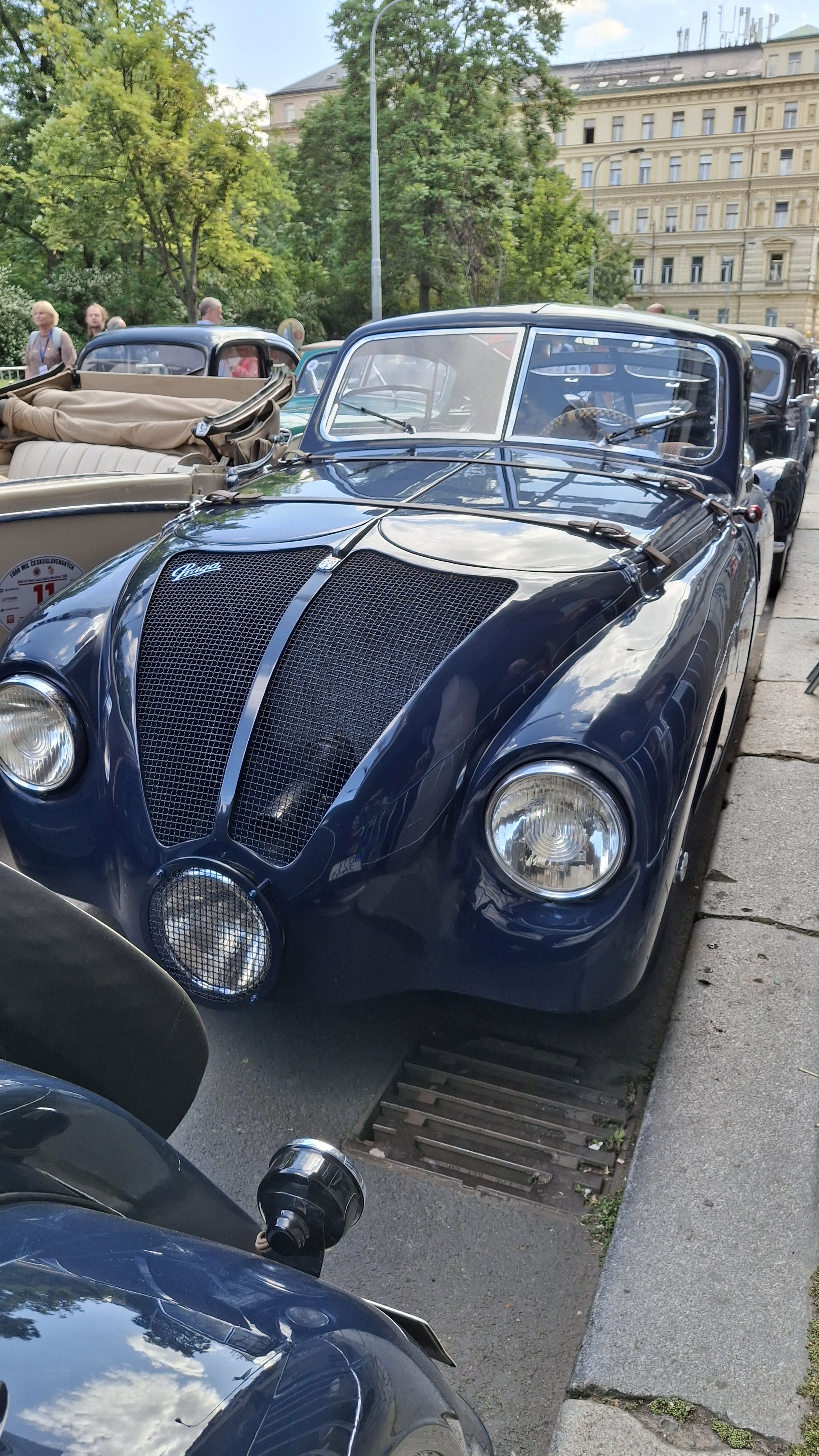
Praga Super Piccolo před startem jízdy 1000 mil československých (2025)
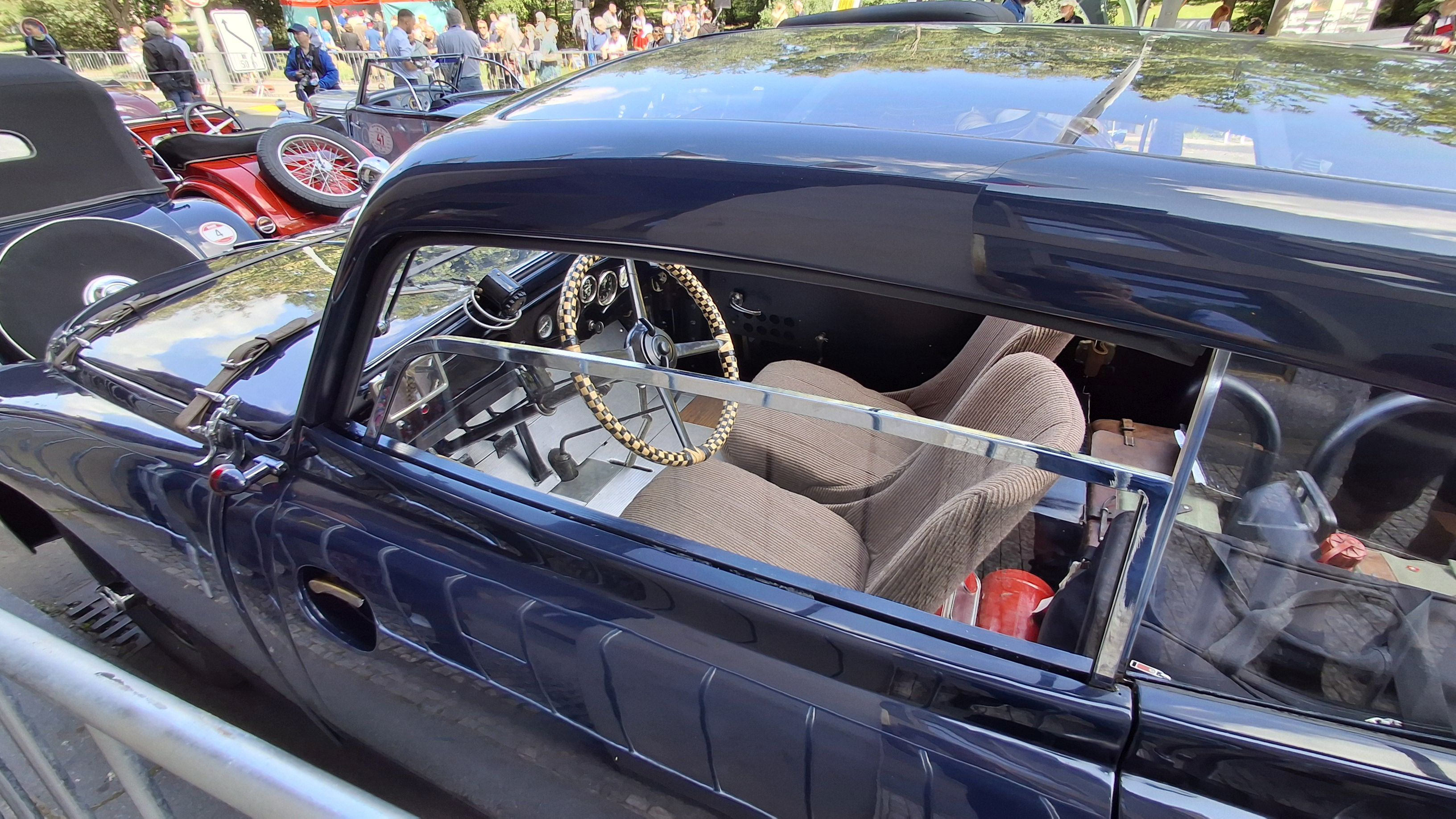
Praga Super Piccolo (1934)
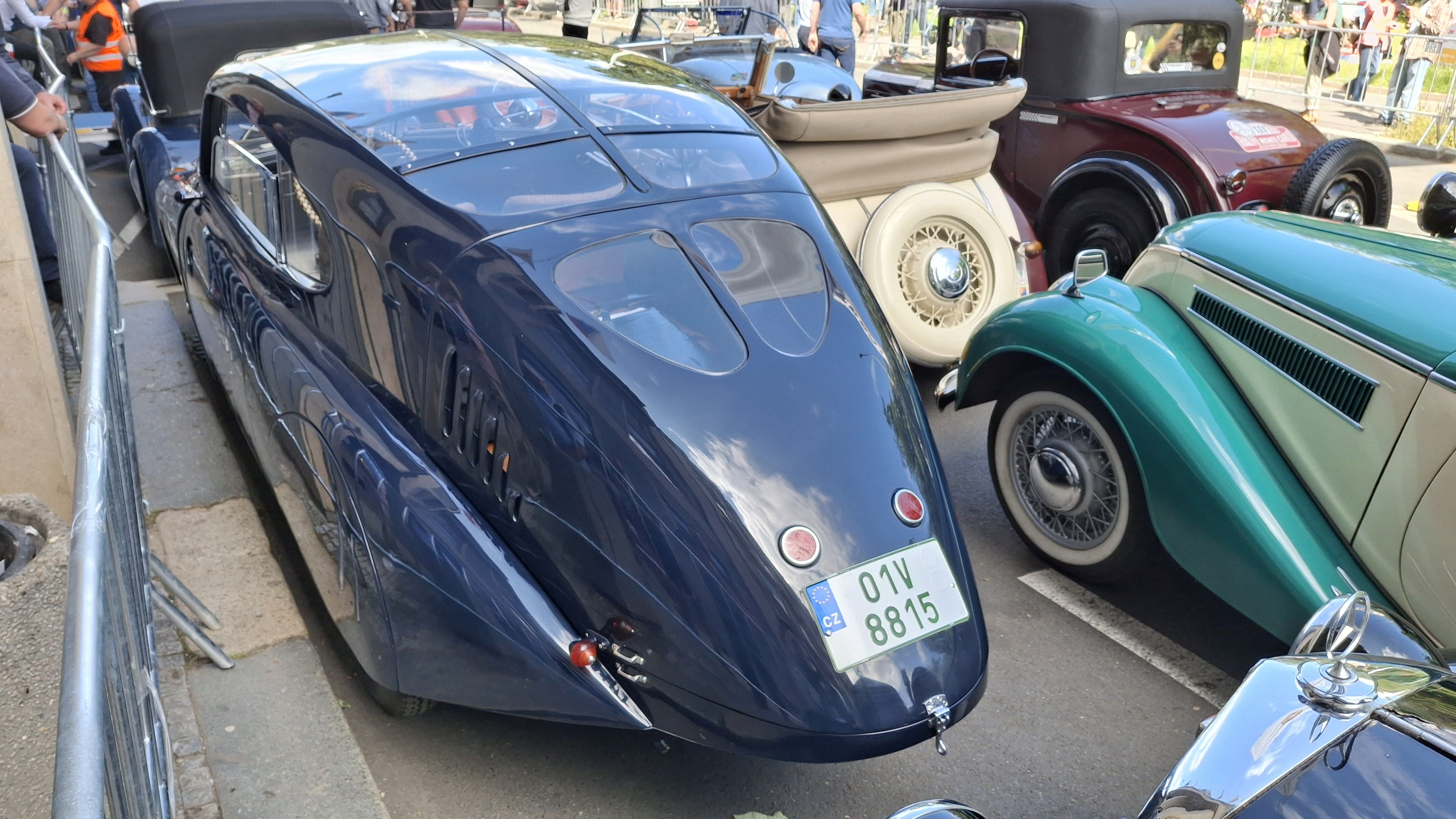
Praga Super Piccolo, 1000 mil československých 2025